# San Dieguito Xochimanca
San Dieguito Xochimanca, även benämnd Xochimancan, är en ort i Mexiko, tillhörande kommunen Texcoco i delstaten Mexiko. San Dieguito Xochimanca ligger i den centrala delen av landet och tillhör Mexico Citys storstadsområde. Orten hade 5 239 invånare vid folkräkningen 2010.